# Pygopus
Pygopus – rodzaj jaszczurek z rodziny płatonogowatych (Pygopodidae).

## Zasięg występowania
Rodzaj obejmuje gatunki występujące endemicznie w Australii. 

## Systematyka
Rodzaj zdefiniował w 1820 roku niemiecki botanik i zoolog Blasius Merrem w publikacji własnego autorstwa poświęconej systematyce płazów i gadów. Gatunkiem typowym jest (oznaczenie monotypowe) płatonóg wężowaty (P. lepidopodus). 

### Etymologia
- Pygopus: gr. πυγη pugē ‘zad, kuper, pośladki’[6]; πους pous, ποδος podos ‘stopa’[7].
- Hysteropus: gr. ὑστερος husteros ‘za, z tyłu’[8]; πους pous, ποδος podos ‘stopa’[7]. Gatunek typowy (oznaczenie monotypowe): Sheltopusik novae-hollandiae Oppel, 1811 (= Bipes lepidopus Lacépède, 1804).
- Cryptodelma: gr. κρυπτος kruptos ‘ukryty’[9]; rodzaj Delma Gray, 1831. Gatunek typowy (oznaczenie monotypowe): Cryptodelma nigriceps Fischer, 1882.

### Podział systematyczny
Do rodzaju należą następujące gatunki: 
- Pygopus lepidopodus (Lacépède, 1804) – płatonóg wężowaty[10]
- Pygopus nigriceps (Fischer, 1882)
- Pygopus robertsi Oliver, Couper & Amey, 2010
- Pygopus schraderi Boulenger, 1913
- Pygopus steelescotti James, Donnellan & Hutchinson, 2001